# Nuoto ai XII Giochi del Mediterraneo
Il nuoto ai Giochi del Mediterraneo 1993 ha visto lo svolgimento di 31 gare, 16 maschili e 15 femminili.

## Medagliere
| Posizione | Paese    | Oro | Argento | Bronzo | Totale |
| --------- | -------- | --- | ------- | ------ | ------ |
| 1         | Francia  | 23  | 10      | 12     | 45     |
| 2         | Italia   | 4   | 10      | 6      | 20     |
| 3         | Spagna   | 1   | 8       | 8      | 17     |
| 4         | Turchia  | 1   | 1       | 0      | 2      |
| 5         | Croazia  | 1   | 0       | 2      | 3      |
| 6         | Siria    | 1   | 0       | 0      | 1      |
| 7         | Slovenia | 0   | 2       | 2      | 4      |
| 8         | Cipro    | 0   | 0       | 1      | 1      |
| 8         | Grecia   | 0   | 0       | 1      | 1      |

## Podi

### Uomini
| Evento               | Oro                                                                            | Perform. | Argento                                                                | Perform. | Bronzo                                                                      | Perform. |
| Stile libero         |                                                                                |          |                                                                        |          |                                                                             |          |
| 50 m                 | Christophe Kalfayan                                                            | 23"02    | René Gusperti                                                          | 23"23    | Stavros Michalidis                                                          | 23"28    |
| 100 m                | Christophe Kalfayan                                                            | 50”51    | Ludovic Depickere                                                      | 50”96    | Emanuele Idini                                                              | 51”66    |
| 200 m                | Christophe Bordeau                                                             | 1'51”74  | Carlos Ventosa                                                         | 1'52”11  | Emanuele Idini Lionel Poirot                                                | 1'52”16  |
| 400 m                | Christophe Marchand                                                            | 3'55”69  | Jure Bucar                                                             | 3'56”71  | Igor Majcen                                                                 | 3'58”18  |
| 1500 m               | Hisham El Masri                                                                | 15'32”65 | Igor Majcen                                                            | 15'33”78 | Benjamin Sanson                                                             | 15'36”79 |
| Dorso                |                                                                                |          |                                                                        |          |                                                                             |          |
| 100 m                | Franck Schott                                                                  | 56”13    | Derya Büyükunçu                                                        | 56”84    | Carlos Ventosa                                                              | 57”66    |
| 200 m                | Derya Büyükunçu                                                                | 2'01”49  | Luca Bianchin                                                          | 2'02”06  | Eric Rebourg                                                                | 2'03”21  |
| Rana                 |                                                                                |          |                                                                        |          |                                                                             |          |
| 100 m                | Ramón Camallonga                                                               | 1'03”05  | Stéphane Vossart                                                       | 1'03”09  | Cédric Pénicaud                                                             | 1'03”95  |
| 200 m                | Cédric Pénicaud                                                                | 2'16”28  | Stéphane Vossart                                                       | 2'17”07  | Fabio Fusi                                                                  | 2'18”72  |
| Farfalla             |                                                                                |          |                                                                        |          |                                                                             |          |
| 100 m                | Miloš Miloševic                                                                | 53”89    | Bruno Gutzeit                                                          | 54”63    | Franck Esposito                                                             | 54”72    |
| 200 m                | Franck Esposito                                                                | 1'59”70  | Christophe Bordeau                                                     | 2'01”00  | Jorge Pérez                                                                 | 2'01”91  |
| Misti                |                                                                                |          |                                                                        |          |                                                                             |          |
| 200 m                | Luca Sacchi                                                                    | 2'03”32  | Xavier Marchand                                                        | 2'03”64  | Frédéric Lefèvre                                                            | 2'04”55  |
| 400 m                | Luca Sacchi                                                                    | 4'22”30  | David Joncourt                                                         | 4'25”42  | Xavier Marchand                                                             | 4'26”12  |
| Staffette            |                                                                                |          |                                                                        |          |                                                                             |          |
| 4x100 m stile libero | Francia Ludovic Depickere Bruno Gutzeit Franck Schott Christophe Kalfayan      | 3'24”99  | Spagna Carlos Ventosa Josep Maria Rojano Jesus Merino Marcelo Cuartero | 3'27”50  | Italia Alessandro Cecchini Alessandro Bacchi René Gusperti Emanuele Idini   | 3'27”79  |
| 4x200 m stile libero | Francia Lionel Poirot Christophe Bordeau Ludovic Depickere Christophe Marchand | 7'26”47  | Italia Moreno Gallina Bruno Zorzan Alessandro Bacchi Emanuele Idini    | 7'33”42  | Spagna Marc Tolosa Carlos Ventosa Sergio López Daniel Serra                 | 7'33”93  |
| 4x100 m misti        | Francia Franck Schott Stephane Vossart Bruno Gutzeit Christophe Kalfayan       | 3'44”87  | Spagna Carlos Ventosa Sergio López Jaime Fernández Marcelo Cuartero    | 3'46”79  | Italia Luca Bianchin Massimiliano Cagelli Luis Alberto Laera Emanuele Idini | 3'48”85  |

### Donne
| Evento               | Oro                                                                                     | Perform. | Argento                                                                   | Perform. | Bronzo                                                                         | Perform. |
| Stile libero         |                                                                                         |          |                                                                           |          |                                                                                |          |
| 50 m                 | Julie Blaise                                                                            | 26”31    | Catherine Plewinski                                                       | 26”58    | Blanca Cerón                                                                   | 26”84    |
| 100 m                | Catherine Plewinski                                                                     | 57”09    | Cecilia Vianini                                                           | 57”73    | Julie Blaise                                                                   | 58"20    |
| 200 m                | Audrey Astruc                                                                           | 2'04”26  | Caterina Borgato                                                          | 2'04”44  | Natalia Pulido                                                                 | 2'04”82  |
| 400 m                | Audrey Astruc                                                                           | 4'16”84  | Cecilia Vallorini                                                         | 4'19”93  | Itziar Esparza                                                                 | 4'21”02  |
| 800 m                | Audrey Astruc                                                                           | 8'46”00  | Itziar Esparza                                                            | 8'49”09  | Lisa Giagnoni                                                                  | 8'51”47  |
| Dorso                |                                                                                         |          |                                                                           |          |                                                                                |          |
| 100 m                | Francesca Salvalajo                                                                     | 1'04”80  | Sabrina Cocchi                                                            | 1'04”87  | Corinne Tijou                                                                  | 1'05”02  |
| 200 m                | Francesca Salvalajo                                                                     | 2'14”82  | Chiara Giavi                                                              | 2'16”45  | Hélène Ricardo                                                                 | 2'17”23  |
| Rana                 |                                                                                         |          |                                                                           |          |                                                                                |          |
| 100 m                | Aude Heinrich                                                                           | 1'11”82  | Elena Donati                                                              | 1'12”24  | Dorotea Bralic                                                                 | 1'13”39  |
| 200 m                | Audrey Guérit                                                                           | 2'34”01  | Nadège Cliton                                                             | 2'34”61  | Alenka Kejžar                                                                  | 2'34”88  |
| Farfalla             |                                                                                         |          |                                                                           |          |                                                                                |          |
| 100 m                | Catherine Plewinski                                                                     | 1'00”45  | Cécile Jeanson                                                            | 1'01”44  | María Peláez                                                                   | 1'02”45  |
| 200 m                | Cécile Jeanson                                                                          | 2'12”44  | María Peláez                                                              | 2'14”37  | Bárbara Franco                                                                 | 2'15”63  |
| Misti                |                                                                                         |          |                                                                           |          |                                                                                |          |
| 200 m                | Nadège Cliton                                                                           | 2'18”92  | Silvia Parera                                                             | 2'19”52  | Céline Bonnet                                                                  | 2'21”07  |
| 400 m                | Nathalie Saint-Cyr                                                                      | 4'52”40  | Silvia Parera                                                             | 4'54”36  | Céline Bonnet                                                                  | 4'54”45  |
| Staffette            |                                                                                         |          |                                                                           |          |                                                                                |          |
| 4x100 m stile libero | Francia Julia Reggiany Julie Blaise Olhmus-Muller Jacqueline Delord Catherine Plewinski | 3'51”38  | Italia Cecilia Vallorini Barbara Dall’Acqua Livia Copariu Cecilia Vianini | 3'52”65  | Grecia Antonia Mahera Olympia Tiligada Doukissa Iordanou Ekaterini Sarakatsani | 3'55”77  |
| 4x100 m misti        | Francia Corinne Tijou Aude Heinrich Cecile Jeanson Catherine Plewinsk                   | 4'15”82  | Spagna Nurio Castello Rosario Zazo María Peláez Natalia Pulido            | 4'21”09  | Croazia Ivana Dapic Dorotea Bralic Gabrijela Ujcic Tea Cerkvenik               | 4'21”19  |